# USS O'Kane (DDG-77)
El USS O'Kane (DDG-77) es un destructor de la clase Arleigh Burke en servicio con la Armada de los Estados Unidos. Fue puesto en gradas en 1997, botado en 1998 y asignado en 1999. Fue bautizado USS O'Kane en honor al capitán Richard H. O'Kane, comandante del submarino USS Tang durante la Segunda Guerra Mundial.

## Construcción
Construido por en el Bath Iron Works, fue colocada su quilla el 11 de mayo de 1997, botado el 28 de marzo de 1998 y asignado el 23 de octubre de 1999. 

## Historial de servicio

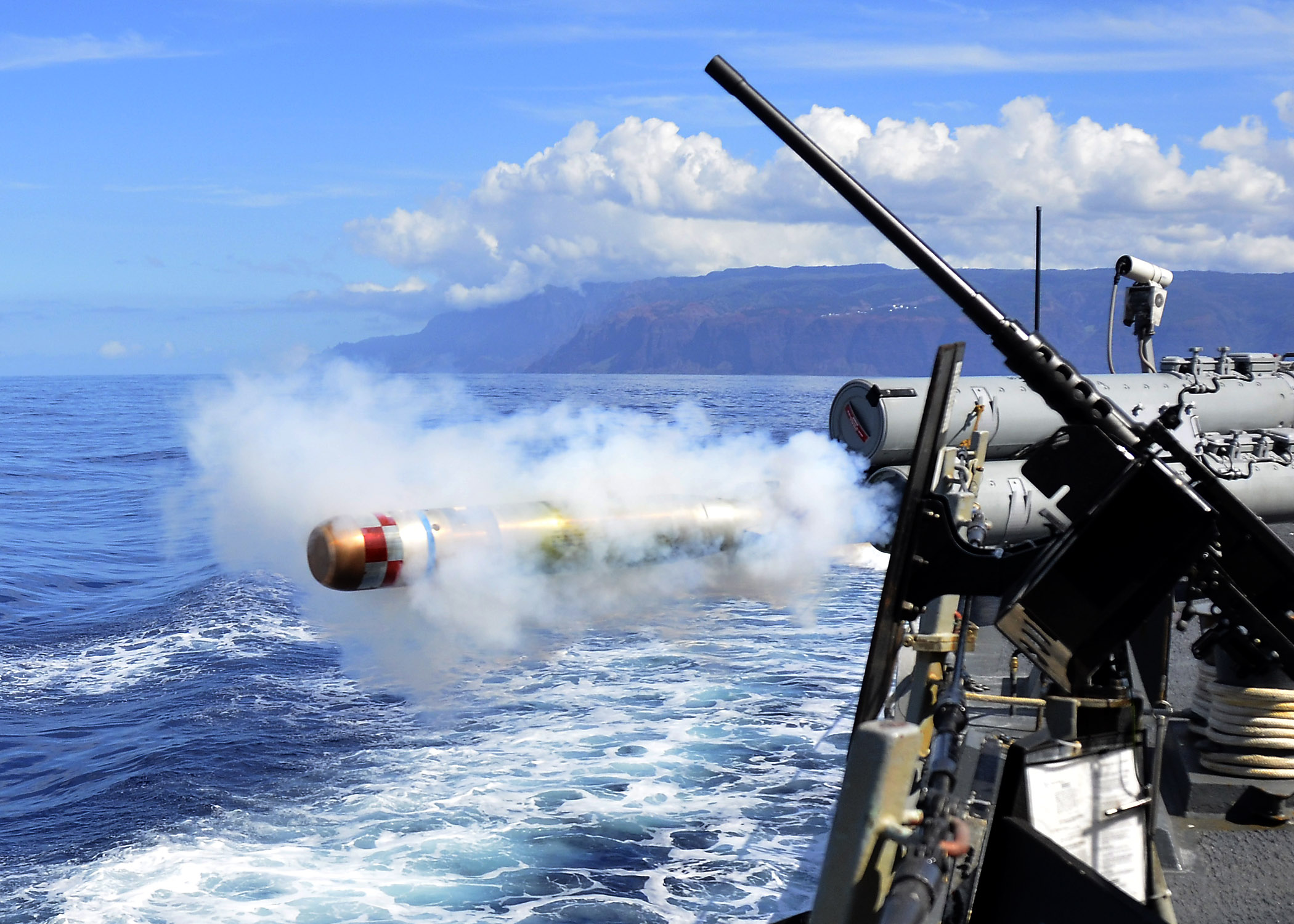
El USS O'Kane (DDG-77) disparando un torpedo en el año 2011.

El USS O'Kane fue comisionado en 1999 en Pearl Harbor, Hawái. En 2003 desplegó en apoyo a las Operaciones Enduring Freedom e Iraqi Freedom.